# Cmentarz żydowski w Narewce
Cmentarz żydowski w Narewce – kirkut z XIX wieku znajdujący się we wsi Narewka w województwie podlaskim. 

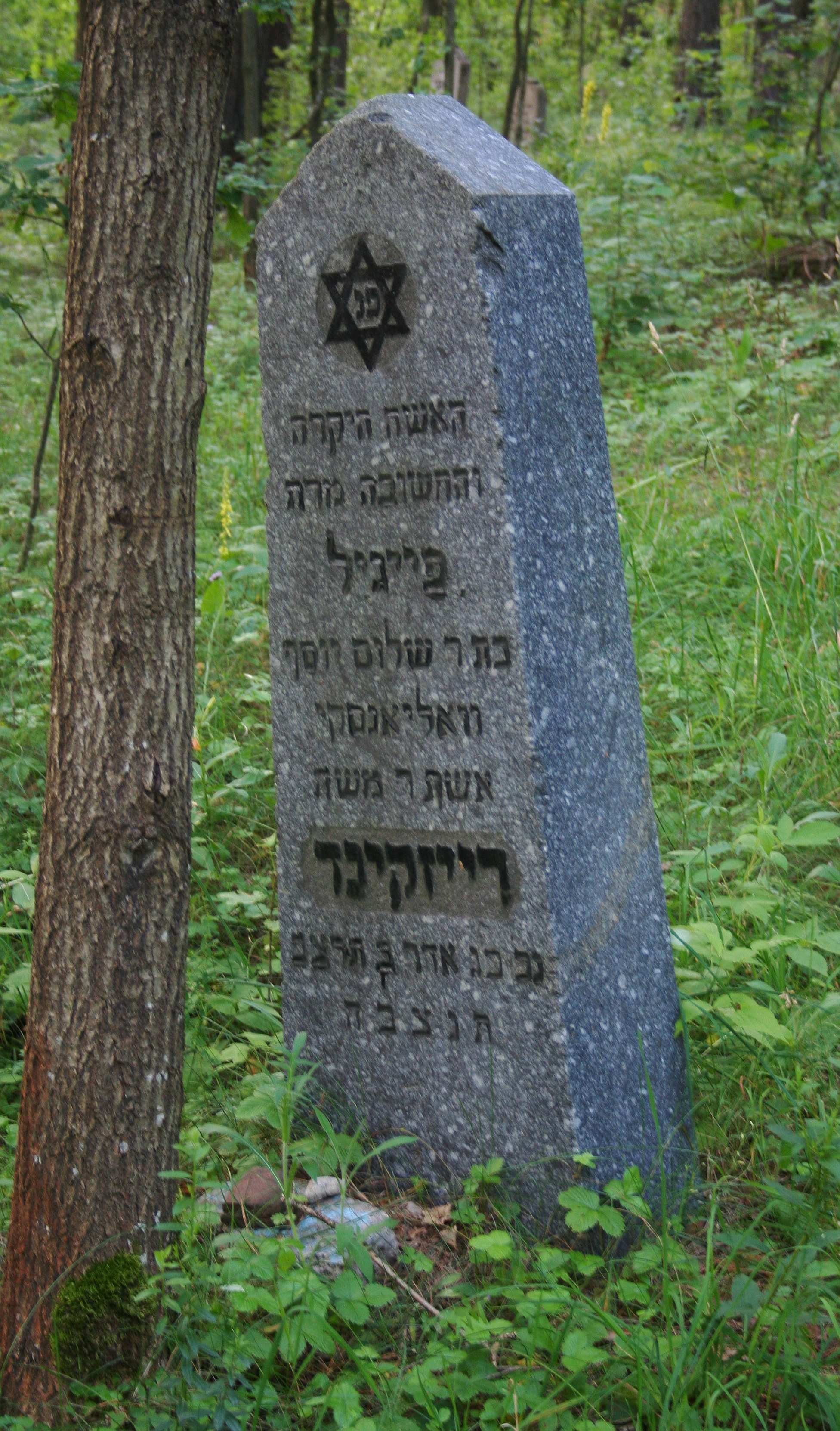
Macewa

Znajduje się na nim ok. 150 macew. Cmentarz mieści się na wschodnim końcu wsi i ma powierzchnię 2 ha.
Prace porządkowe prowadzone były na cmentarzu m.in. przez osoby osadzone w areszcie śledczym w Hajnówce w ramach zainicjowanej przez Artura Cyruka akcji „Atlantyda”, za co uhonorowany został on dyplomem Ambasady Izraela oraz młodzież licealną z Mekif Chet z Beer Szewy.
Obiekt wpisany jest do rejestru zabytków pod numerem A-99 z 10.03.1994.